# 野々山恵梨
野々山 恵梨（ののやま えり、5月13日 - ）は、日本の女性声優。神奈川県出身。アクセント所属。

## 来歴
日本大学高等学校、映像テクノアカデミア卒業。

## 人物
資格はアロマテラピー検定1級、声優検定3級、全商簿記検定3級。趣味は自分磨き、パワースポットめぐり、頭が痛くなるまでホラー映画を観る。特技は着物の着付、アロママッサージ、仕事を覚えるのが早い。
養成所時代からの友人に浅倉杏美がおり、10年以上の付き合いである。

## 出演作品

### テレビアニメ
- 幻魔大戦 神話前夜の章（2002年、アコ）
- ゾン100〜ゾンビになるまでにしたい100のこと〜（2023年、女性ゾンビ[3]、ゾンビ[4]、女性客A[5]）
- ふしぎ駄菓子屋 銭天堂（2025年、近所の女性[6]）

### ゲーム
- 殺器戦争（主人公 他）
- でんぢゃらすじーさんと1000人のお友だち邪
- ミラクルニキ
- 野球拳
- LOST ARK
- ファイナルファンタジーXIV
- ロマンシング サガ2 リベンジオブザセブン（テティス[7]、リアルクィーン、ドレッドクィーン）

### 吹き替え

#### 映画
- あまくない砂糖の話（ジョンストン博士 他）
- アルカンディアス〜テオと魔法の指輪〜（ボナヴ〈ティモシー・コエティー〉）
- アン・ハサウェイ 魔法の国のプリンセス（ハティ〈ルーシー・パンチ〉）※Netflix版
- アンホーリー 忌まわしき聖地
- ヴァイキング・サーガ（デネギフー）
- お気にめすまま（アンディ〈ビヴァリー・ダンジェロ〉）※DVD版
- おしゃれパピーズ ココ&ステラ（ステラ）
- カリギュラ（カエソニア〈ヘレン・ミレン〉）
- キッズ・レボリューション（マッツ〈ルーカス・ホルガション〉）
- キリング・フィールズ 失踪地帯（カーラ）
- コードネームBT85 大統領暗殺を阻止せよ!（レベッカ）
- コールド マウンテン（ライラ〈メローラ・ウォルターズ〉） ※Netflix版
- コネクション マフィア達の法廷（ベラ 他）
- 最高の人生の選び方（ルーシー〈ケイト・マーラ〉）
- ザ・サンド（ケイリー〈ブルック・バトラー〉）
- ザ・ネイバー（ロージー）
- ザ・プロジェクト 瞬・間・移・動（母親 他）
- 祝宴!シェフ（局長、ビンロウ娘、白菜の農婦）
- ジュラシック・ハンターズ（シンクレア〈サラ・マラクル・レイン〉）
- 純粋の時代（メヒャン）
- Sharper 騙す人
- 食人族（女性プロデューサー）
- シン・ジョーズ（フェリス）
- 人造人間13号（ケイト〈クリスティー・パターソン〉）
- シンドバッド 新たなる航海（フィルゼ〈サディ・アレクサンドル〉）
- スターリングラード　ヒトラーの蒼き野望（マリア）
- 素敵な人生の終り方（ローラ〈レスリー・マン〉）
- S.W.A.T.ユニット571〜人質奪還作戦〜（ローレン〈ミーシャ・バートン〉）
- 全力スマッシュ（ラム・リン）
- 曹操暗殺 三国志外伝（侍女）
- 底知れぬ愛の闇（ジェン）
- ゾンビマックス!怒りのデス・ゾンビ（ブルック〈ビアンカ・ブラッドリー〉）
- ダーク・ウォッチ 戦慄の館（モリー〈レスリー・アン・ダウン〉、ノックス）
- デシベル（ビョング、女性将校、他）
- トマホーク ガンマンvs食人族（サマンサ〈 リリー・シモンズ〉）
- ドランク・ペアレンツ 〜崖っぷち夫婦狂騒曲〜（トレイ）
- ドリアン・グレイ（エミリー・ウォットン〈レベッカ・ホール〉）
- ナイトライト 死霊灯（ニア）
- 72時間タイムリミット（ローズ〈ジャッキー・ゲリード〉）
- 20世紀のキミ
- バーニング・スカイ（スーザン〈タミー・ブランチャード〉）
- パープル・ハート
- パシフィック・トレジャー 大日本帝国の黄金を追え!（ビビ〈アレックス・スターマン〉）
- パッセージ 牙剥く森（マヤ）
- ピッチ・パーフェクト（クロエ〈ブリタニー・スノウ〉）※日本版ソフト版
- ピノキオ（ルチーニョロ、教師、農婦）
- フィール・ザ・ビート
- 二つの真実、三つの（ローリー）
- フライト・クルー（イリーナ）
- ブラック・オプス 超極秘任務（マリ・キングストン〈キーラ・ケイン〉）
- ブルー・リベンジ（エディ）
- 兵器人間（アシュリー）
- ぼくの魔法の言葉たち（ドナ 他）
- マードレス 闇に潜む声
- ミリオネア・ドッグ（パブロ〈ギリェルモ・クレウエラス〉）
- モンスター・フィールド（母親〈カミラ・ベンディクス〉）
- モンタナの目撃者
- 痩せ虎とデブゴン（ア・レイ）
- 雪の女王（山賊の女頭〈シュテフィ・クーネルト〉）
- ライフ・オブ・クライム（タイラ〈クレア・ルイス〉）
- (r)adius ラディウス（女警官 他）
- レジェンド・オブ・ゴースト カンタヴィル城と秘密の部屋（エリナー・ド・カンタヴィル）
- ロストブレット 窮地のカーチェイス
- ロストブレット2（ステラ）
- ロブスター（支配人）
- ワールドエンド〜フィニーとノアの方舟〜（グリフィン妻〈コウモリ〉）

#### ドラマ
- アウターレンジ -領域外-（キャシー）
- アンスラサイト（マリー）
- アンブレラ・アカデミー シーズン4(アビゲイル)
- イコライザー(ローリ)
- ウォーキング・デッド: デッド・シティ
- ヴェルサイユ（リーゼロッテ）
- FBI5特別捜査班
- お嬢様は謎解きがお好き（番組レギュラー）
- ガールフレンド・エクスペリエンス
- ギーク・ガール（アナベル<ジェルマ・ルーパー>）
- キャンプ・キキワカ（ジェーン）
- 京城クリーチャー
- キラー・ビー（メーガン）
- クイーンメーカー（キム・チョロン記者）
- グラマラス（アリッサ・セイズ）
- 剣の詩
- ゴシップガール シーズン2（バーバラ）
- Great News（ベス、メリー・ケリー）
- 原潜ヴィジル 水面下の陰謀
- サムバディ
- 私立探偵マグナム シーズン4(アラニ)
- シカゴ・メッドシーズン7 19話(ミンディ)
- CITY ON A HILL/罪におぼれた街
- 世界で一番可愛い私の娘（イ代理役、ナ・ヘミ〈カン・ソンヨン〉 他）
- ソーイング・ビー6(チチ)
- ダーク・エンジェル（ガブリエル〈ティファニー・アダムス〉）
- 痛快!お仕事エンジニアリング
- トム・クランシー/ CIA分析官 ジャック・ライアン(エリザベス・ライト）
- トラベラーズ
- トランスプラント 戦場から来た救命医（フィッシャー先生、クワン）
- トワイライト・ゾーン
- NOW&THEN 過去からの招待状（イサベル）
- ノクドゥ伝〜花に降る月明かり〜（キム・スク）
- ハイタウン（ドナ、シャーメイン）
- ヒール:レスラーズ（コンスタンス）
- フューリー: 闇の番人
- フリーキッシュ 絶望都市（トーニャ）
- HALO シーズン2（ルビー・アン、マヌエラ）
- 放課後ロックンロール（レイチェル）
- マダム・セクレタリー
- 真夜中のミサ（ジョーニー）
- 名探偵ポアロ 負け犬（第55号リリー〈エイディ・アレン〉）
- モダン・ラブ シーズン2
- ようこそ!ハッチャー牧場ほ動物病院へ（シャロン）
- ラザロ・プロジェクト 時を戻せ、世界を救え!
- 令嬢アンナの真実（キャサリン・マコウ）
- レイズド・バイ・ウルヴス/神なき惑星（ホリー、ジャスティナ、ネルヴァ）
- 私の夫と結婚して（キム・ジャオク）
- レベル 正義の反逆者
- 私の"初めて"日記 シーズン4（ローガン博士）

#### アニメ
- アルビン!&しまっピーズ（クロナーさん、ジュリー）
- インビジマル（ジェスター、アリス）
- ウェイクアップ!ルースター（フローレンス）
- ストーリーボットがこたえるよシーズン1・シーズン2（図書館司書・ワルダ 他）
- スーパーナチュラル・アカデミー（オーパル、ボーグヒルド）
- タイガー&ラビット レジェンド・オブ・ファイヤー（ペニー）
- 小さな機関車 リトル・エンジン（ベブ）
- ディノ・タイム 恐竜時代へGO!!（マックス）
- 動物園通り64番地（モリー、ナタリー）
- はたらくくるま オーリーとなかまたちシリーズ（スージー、サンディ、タバサ）
- 百妖譜（町の女、護衛の女）
- 雪の女王〜新たなる旅たち〜（チケット女）
- 夢の世界 ノクターナ（ラルフォ、髪乱し）
- リトル・バード（レディバグ）
- れいぞうこのくにのココモン（ネギー）

### ライブ
- 『S-1グランプリ』（審査員特別賞）（準グランプリ）受賞
- 『X'mas ミュージックライブ』 出演
- 中村龍史プロデュース Say-You!パフォーマンスドール 第1期生
- 『お正月だよ!全員集合!お披露目トライアウトLIVE #0』（渋谷ルイードK2）
- 『トライアウトLIVE〜ちょっと遅いバレンタイン♪の陣 ＃1』（渋谷ルイードK2）
- 『トライアウトLIVE2010〜サクラ咲く頃〜＃2』（渋谷ルイードK2）
- 『トライアウトLIVE2010!Start!〜＃3』（渋谷ルイードK2）
- 『Happy☆Time』
- 『Say-You!パフォーマンスドールLIVE2010 撮影会』（渋谷ルイードK2）
- 『アニメ☆ダンス BEST GIG ×リプルリプル★リプル Twinkle show! 発売記念』（原宿アストロホール）
- 『DESEO Festa!!』（SHIBUYA DESEO）
- 『Say-You!パフォーマンスドールLIVE&ファン交流イベント』（渋谷ルイードK2）
- 『コロボスNo.007 -coameticROBOT atadium』（吉祥寺CLUB SEATA）
- 『ノトアリーナ・プロジェクト第一弾「情熱半島LIVE in あなみず」（石川県・能登半島特設野外ステージ）

### ラジオ
- 携帯ラジオ『Hey! Say-You! Say-Youパフォーマンスドールの3分コレクション』
- インターネットラジオ『SPD始めました』
- ラジオ大阪・ラジオ日本『堀川りょうの声優への道・改』2011 年12月と2012 年1月のマンスリーアシスタントMC
- 2012 年12月と2013 年1月のマンスリーアシスタントMC
- ポッドキャストラジオ『優妃の胸キュン☆ドットネット』 ゲスト出演
- スモールサン・インターネットラジオ『萩原直哉のスロー・トーク』アシスタント
- 『にょんさんの独断と偏見!』ポッドキャストまたはYouTube

### ボイスオーバー
- 今ドキ! インド婚活事情
- 結婚式なんて怖くない
- サザン・サバイバル 実用アイテムをとことんテスト
- 知られざるイギリス王室-愛馬と歩んだ歴史-（ロヤ・ニッカ）
- スキン・ディシジョン: お肌の悩みをプロが解決（ローラリー）
- スネーク・シティ（スージー・ギレット）
- 世界ミラクルラボラトリー
- ハック・マイ・ホーム 〜我が家が大変身！〜
- プロジェクト・ランウェイ18（カーラ・ウェルチ）
- ラブ・イズ・ブラインド〜外見なんて関係ない?! シーズン3・シーズン4
- 未解決ミステリー
  - 『消えた証人』
  - 『恐怖の館』

### テレビドラマ
- 秘密諜報員 エリカ（2011年）
- 太鼓持ちの達人〜正しい××のほめ方〜（2015年、セージー、ナレーション、ゲーム音声）
- NICE FLIGHT(2022年 CMナレーション、番組ナレーション)

### テレビ番組
- ジェラシーの女王
- もののくま

### 映画
- 眠り姫（2007年、教師、人形の声）
- トイレの花子さん新章〜花子vsヨースケ〜（2016年、試写会等MC）
- CHAIN チェイン（2021年、試写会等MC）

### CM
- ショウワグローブ サラッとタッチ（CMナレーション）

### 舞台
- 淡雪の頃（中原登美子）
- 煙が目にしみる（野々村亮太）
- 絢爛とか爛漫とか〜モダンガール版〜（正田薫）
- ショパンと過ごした8日間（桜井翼）
- テイク・ザ・マネー・アンド・ラン（姉）
- マクベスの妻と呼ばれた女（ポーシャ）

### その他コンテンツ
- インターネット絵本『どうぶつえんの遠足』 カラス君役（主役）
- 教育ビデオベネッセ『チャレンジ2年生』 付録ビデオ 面辺頂点の辺役（歌あり）
- 教育ビデオベネッセ 付録DVD 実写：お母さん
- ゴールデンボンバー底抜け100人アイドル PV参加
- 長澤奈央『×○×○×○』PV 参加
- みんなのリレキ書 LINE音声（浅野ゆう子）
- ハイレゾ始めました（ナレーション）